# Julia Arthur
Julia Arthur (Hamilton, 3 de maig de 1869 - Boston, 28 de març de 1950) fou una actriu de teatre i de cinema canadenca.

## Joventut
Nascuda com Ida Lewis en Hamilton, Ontario (Canadà) el 3 de maig de 1869, era la filla de Thomas J. Lewis, un fabricant de tabac, i d'Elizabeth (Arthur) Lewis. La seva germana menor, Eleanor Letitia Lewis, es va convertir en una actriu coneguda amb el nom artístic, «Eleanor Dorel». La seva mare era una assídua lectora de Shakespeare.
Ida Lewis va començar a actuar als 11 anys, en 1879, quan va interpretar el paper de Gamora en The Honeymoon (La la lluna de mel) junt amb alguns actors aficionats a casa seva. A la seva edat ja destacava per una maduresa conceptual, claredat de veu i memòria ràpida, i li van predir un futur brillant.
Va fer la seva primera aparició professional en 1880 amb la companyia de repertori de Daniel E. Bandmann, com el Príncep de Gal·les en Ricard III, i a partir de llavors va donar a conèixer al públic amb el nom de Julia Arthur, utilitzant el nom de Julia i el cognom de soltera de la seva mare. El seu primer èxit en Nova York va ser en el Union Square Theatre actuant en l'obra The Black Masque (La màscara negra), una adaptació teatral de la Masque of the Red Death (La màscara de la Mort Vermella), d'Edgar Allan Poe, realitzada per Frederick Giles. A l'edat de 12 anys, en 1881, va començar a interpretar papers femenins, com Ofèlia en Hamlet, Julieta en Romeu i Julieta, Pòrcia en El mercader de Venècia, Lady Macbeth en Macbeth, Lady Anne en Ricard III, i altres personatges importants. Va romandre amb la companyia de Bandmann fins 1884.
Va estudiar un any a Alemanya. Al seu retorn, en 1885, es va unir a una companyia de repertori de Califòrnia, on va interpretar el paper principal femení en una sèrie d'obres modernes, entre elles Galley Slave, Called Back, Two Orphans, Woman Against Woman, Captain Swift, Colleen Bawn, Arrah na Pogue, Jim the Penman, The Silver King, Uncle Tom's Cabin, The Still Alarm, Peril, Divroce, i The Private Secretary.
El febrer de 1895, va actuar a Londres amb la companyia de Sir Henry Irving, com Rosamond en Tennyson's Becket. Posteriorment va realitzar una gira amb la companyia de Sir Henry Irving als Estats Units. Va actuar en l'obra A Lady of Quality (Una senyora de qualitat) de l'escriptora Frances Hodgson Burnett.

## Carrera professional

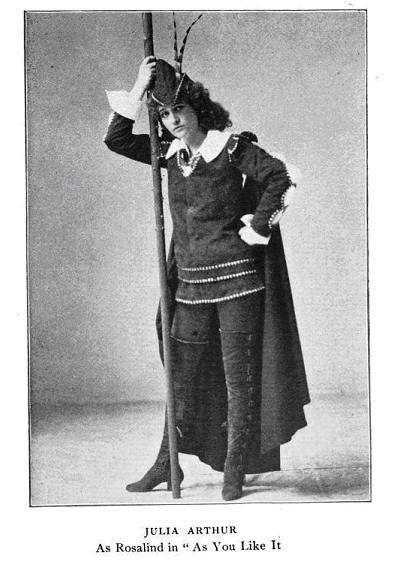
Julia Arthur en el paper de Rosalina en l'obra Al vostre gust, 1899

Al febrer de 1892 va obtenir el seu primer èxit en el Union Square Theatre de Nova York en el paper de la Reina en l'obra La Màscara Negra. Aquesta actuació la va fer famosa i va augmentar la seva demanda i cotització.
Unes setmanes més tard es va convertir en l'actriu principal de la companyia de repertori A. M. Palmer, considerada la millor dels Estats Units. En aquesta companyia va interpretar a Jeanne en Broken Seal, Letty Fletcher en Saints and Sinners, i Lady Windermere en Lady Windermere's Fan.
El 5 de febrer de 1893 va debutar a Broadway, però el seu major triomf va ser en Mercedes, una obra breu de Thomas Bailey Aldrich. Ella va fer una interpretació tan bona que l'autor li va fer entrega de tots els drets de l'obra. Julia Arthur va fer la seva segona aparició a Broadway en Sister Mary, que es va interpretar entre el 15 al 29 de maig de 1894.
En aquest any va viatjar a Anglaterra, on va fer el seu debut a Londres l'1 de febrer de 1895 com a actriu principal, al costat d'Ellen Terry, al Teatre Liceu de Sir Henry Irving. Va interpretar a Elaine en King Arthur, Sofia en Olivia, reina Anna en Ricard III, Rosamond en Becket i Imogene en Cymbeline; es diu que aquest últim va ser seu paper més important.
Va tornar als Estats Units en 1896 amb la companyia d'Irving-Terry. Va ser rebuda amb tantes ganes que va decidir aparèixer la següent temporada amb la seva pròpia companyia. El 14 d'octubre de 1897, va presentar una dramatització de la novel·la de Frances Hodson Burnett, A Lady of Quality (Una senyora de qualitat), agafant per a ella mateixa el paper de Clorinda Wildairs, justificant així el seu dret a aparèixer com una estrella. L'obra es va estrenar a Broadway l'1 de novembre de 1897.

## Matrimoni
El 23 de febrer de 1898, Julia Arthur Cheney (de soltera Ida Lewis) es va casar en Covington, Kentucky (Estats Units) amb Benjamin Pierce Cheney, Jr., fill únic de Benjamin Pierce Cheney, un home ric de Boston que va ser el fundador d'una empresa de missatgeria que va esdevenir American Express.
Van establir la seva llar en Boston, amb una casa d'estiu en Calf Island. Eren clients del Museu de Belles Arts de Boston, on van donar un gran nombre d'antiguitats. La parella no va tenir fills.
El 3 d'octubre de 1898, Julia va aparèixer per primera vegada com Parthenia en la seva pròpia producció d'Ingomar, repetint els èxits de l'any anterior. El 28 de novembre de 1898, va produir As You Like (Al vostre gust) en el teatre Wallack de Nova York, i la seva interpretació del personatge de Rosalina va ser una de les més conegudes de l'escena americana.
Julia va tornar a Broadway el 24 d'octubre de 1899, en More than Queen, que va continuar fins a novembre de 1899.

## Els inicis del cinema

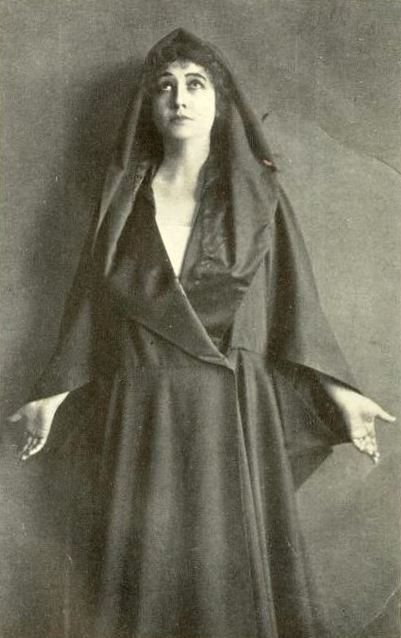
The Eternal Magdalene (1915)

Amb el seu creixent èxit en els escenaris dels Estats Units, se li va oferir l'oportunitat d'actuar en la nova indústria del cinema.
La seva primera actuació va ser en 1908 en la pel·lícula muda Barbara Frietchie: The Story of a Patriotic American Woman (Barbara Frietchie: La història d'una dona americana patriòtica), produïda per Vitagraph Studios, sota la direcció de J. Stuart Blackton. De les deu pel·lícules que va actuar, gairebé totes van ser amb Blackton.
En 1918, John G. Adolfi va dirigir The Woman the Germans Shot (La dona que van disparar els alemanys), amb Julia Arthur interpretant a Edith Cavell.
La seva última actuació pantalla va ser en 1919 en The Common Cause (La causa comuna), una pel·lícula benèficica per ajudar les víctimes de la Primera Guerra Mundial. Va ser produïda per «Stage Women's War Relief Fund», una organització benèfica creada per treballadors de l'American Theatre Wing, com a part del Federal Council of Allied War Charities.
Julia Arthur va tornar a Broadway actuant en l'obra The Eternal Magdalene, estrenada l'1 de novembre de 1915 i que es va mantenir en cartell fins al gener de 1916. Va ser directora i productora, així com l'estrella de Seremonda, representada en Broadway entre l'1 de gener de 1917 fins al març de 1917. El 17 de maig de 1918 actuar en l'obra Out There en Broadway, continuant fins al final del mes.

## Vida posterior
Julia Arthur es va acomiadar de Broadway amb Macbeth, interpretant a Lady Macbeth junt amb Lionel Barrymore. L'obra es va estrenar el 17 de febrer de 1921 i va continuar al març.
Posteriorment es va informar que havia sortit del seu retir a causa de revessos financers del seu marit. Els Cheney vivien en relativa comoditat, però després de 1929, en circumstàncies adverses pels revessos financers, Benjamin P. Cheney, Jr., va morir el 5 de juny de 1942 prop de Kingman, Arizona (Estats Units), irònicament al costat de les vies del ferrocarril de la companyia Atchison, Topeka & Santa Fe Railroad, de la qual havia estat director.
Julia Arthur Cheney va morir en Boston el 28 de març de 1950.

## Filmografia

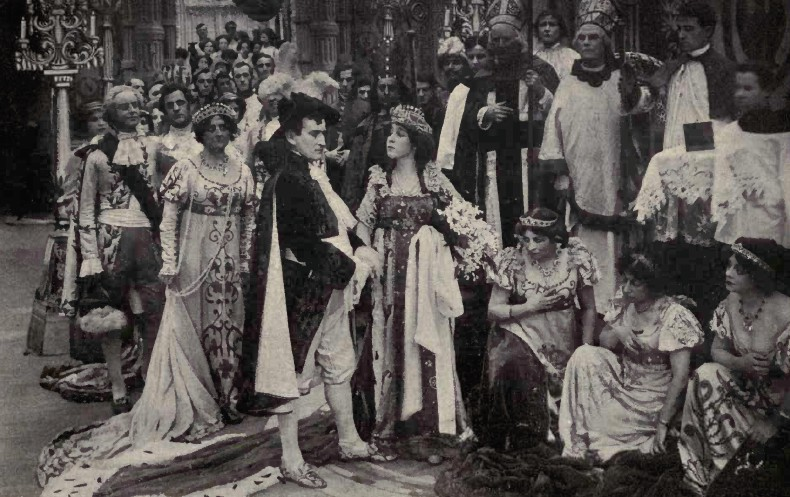
Napoleon, the Man of Destiny (1909)

- Barbara Fritchie: The Story of a Patriotic American Woman (1908)
- Ruy Blas (1909)
- King Lear (1909)
- The Life of Napoleon (1909)
- Napoleon, the Man of Destiny (1909)
- The Life of Moses (1909)
- Uncle Tom's Cabin (1910)
- The Woman the Germans Shot (1918)
- His Woman (1919)
- The Common Cause (1919)